# Гильденшольд, Христиан Петрович
Христиан Петрович Гильденшольд (?—1807) — действительный статский советник, Кавказский гражданский губернатор.

## Биография
По происхождению датчанин, 30 мая 1788 года принят был из капитанов датской гвардии на русскую службу майором в Малороссийский гренадерский полк, 22 февраля 1789 года был переведён в Ростовский мушкетерский полк и 24 августа 1792 года отставлен от службы подполковником.
20 сентября 1794 года был снова принят на службу тем же чином в Херсонский гренадерский полк. Произведён 1 февраля 1798 года в полковники, с назначением командиром 18-го егерского полка, и 16 января 1799 года — в генерал-майоры.
Участвовал в нескольких походах на Кавказе и был в сражениях с горцами. 13 апреля 1801 года исключен из службы «за употребление офицера по его недолжности».
25 марта 1803 года принят на гражданскую службу с переименованием в действительные статские советники и назначением Кавказским вице-губернатором.
15 ноября 1804 года назначен в ту же губернию гражданским губернатором и занимал эту должность до 1806 года.
Христиан Петрович Гильденшольд умер в 1807 году.